# Kees Hulst
Kees Hulst, né le 5 juin 1952 à Amsterdam, est un acteur et metteur en scène néerlandais.

## Filmographie
- 1969 : Drop-out[2]
- 1985 : De ijssalon de Dimitri Frenkel Frank
- 1990 : Han de Wit de Joost Ranzijn : Dokter[3]
- 1992 : The Pocket-knife de Ben Sombogaart : Meneer Hollenberg[4]
- 1996 : La Robe, et l'effet qu'elle produit sur les femmes qui la portent et les hommes qui la regardent de Alex van Warmerdam : Overbuurman[5]
- 1998 : The Flying Liftboy de Ben Sombogaart : Schoolmeester[6]
- 2000 : Somberman's Action de Casper Verbrugge : Kruidenier[7]
- 2001 : Miaou ! de Vincent Bal : Meneer van Dam[8]
- 2004 : Eric in the Land of Insects de Gidi van Liempd : Doodgraver[9]
- 2004 : Alice in Glamourland de Pieter Kramer[10]
- 2008 : Succes de Diederik Ebbinge : Le manager[11]
- 2011 : Vipers Nest de Will Koopman : Olivier Grootheeze[12]
- 2011 : Alfie le petit loup-garou de Joram Lürsen : Hoofdmeester Rutjes[13]
- 2012 : Plan C de Max Porcelijn : Peter[14]
- 2012 : Süskind de Rudolf van den Berg : Buurman[15]
- 2012 : Family Way de Joram Lürsen : Arend de Roover[16]
- 2016 : Moos de Job Gosschalk : Jule[17]

### Télévision
- 2017-2018 : The secret diary of Hendrik Groen : Hendrick Groen[18]